# Bangwe All Stars FC
Der Bangwe All Stars Football Club ist ein malawischer Fußballverein aus Bangwe. Aktuell (Stand Mai 2024) spielt der Verein in der ersten Liga.

## Geschichte
Nach Ablauf des Spieljahres 2024 stieg der Klub von der ersten in die zweite malawische Liga ab.

## Erfolge
- Southern Region Football League: 2022  ▲

## Stadion
Der Verein trägt seine Heimspiele im Mpira Stadium in Blantyre aus. Das Stadion hat ein Fassungsvermögen von 6244 Personen.